# Route magistrale 13 (Arménie)
Pour les articles homonymes, voir M13 et Route 13.
La route magistrale M13 (en arménien : Մ 13 ճանապարհ) est une route magistrale en Arménie.
Elle s'étend de Angeghakot jusqu'à Shaghat,,.

## Présentation
A Angeghakot, la M13 rejoint la M2 puis se dirige vers l'ouest à travers les montagnes, s'élevant de 1 900 à 2 300 mètres d'altitude.
Le seul village sur la route est Shaghat, le reste de la route traverse un paysage montagneux désert.
La dernière partie jusqu'à la frontière avec l'Azerbaïdjan (l'enclave du Nakhitchevan) est tombée en désuétude.
La route M13 mesure 21 km de long.

## Histoire
La M13 faisait à l'origine partie de la route soviétique A317, qui allait de Ievlakh en Azerbaïdjan au Nakhitchevan.
Après l'effondrement de l'Union soviétique, une partie de la route se trouvait en Arménie et une autre en Azerbaïdjan.
Depuis le conflit du Haut-Karabagh, les frontières entre l'Arménie et l'Azerbaïdjan sont fermées.
En conséquence, l'enclave azerbaïdjanaise du Nakhitchevan est isolée du reste de l'Azerbaïdjan car il n'existe pas de route terrestre directe entre les deux parties.
La partie arménienne est désormais renumérotée M12, M2 et M13.

## Tracé
- Angeghakot
- Shaghat
- Nakhitchevan Frontière entre l'Arménie et l'Azerbaïdjan